# Haruki Shirai
Haruki Shirai (japanisch 白井 陽貴 Shirai Haruki; * 5. Oktober 2000 in der Präfektur Tochigi) ist ein japanischer Fußballspieler.

## Karriere
Haruki Shirai erlernte das Fußballspielen in der Schulmannschaft der Yaita Chuo High School sowie in der Universitätsmannschaft der Hōsei-Universität. Die Saison 2022 wurde er von der Universität an den Zweitligisten V-Varen Nagasaki ausgeliehen. Sein Zweitligadebüt für den Klub aus Nagasaki gab er am 3. September 2022 (34. Spieltag) im Auswärtsspiel gegen JEF United Ichihara Chiba. Bei dem 1:0-Erfolg stand er in der Startelf und spielte die kompletten 90 Minuten. Insgesamt stand er 2022 achtmal in der Liga auf dem Spielfeld. Nach der Ausleihe wurde er von V-Varen Nagasaki fest unter Vertrag genommen. Im Februar 2025 wechselte er auf Leihbasis zum ebenfalls in der zweiten Liga spielenden Iwaki FC.